# Ayene
Ayene är en ort i Ekvatorialguinea.   Den ligger i provinsen Provincia de Wele-Nzas, i den centrala delen av landet, 300 km sydost om huvudstaden Malabo. Ayene ligger 443 meter över havet och antalet invånare är 3 482.
Terrängen runt Ayene är platt åt sydost, men åt nordväst är den kuperad. Runt Ayene är det glesbefolkat, med 13 invånare per kvadratkilometer. Närmaste större samhälle är Añisoc, 8,8 km öster om Ayene. I omgivningarna runt Ayene växer i huvudsak städsegrön lövskog.